# 多孔新燈籠魚
多孔新灯鱼（学名：Neoscopelus porosus）为新灯鱼科新灯鱼属的鱼类。分布于太平洋热带和亚热带海区以及南海等海域。
其种加词“Porosus”意为“多孔的”。